# Anthony Soprano, Jr.
Anthony John Soprano, Jr., interpretato dall'attore Robert Iler, è il figlio dei protagonisti Tony e di Carmela nella serie televisiva I Soprano: generalmente chiamato solo Anthony o A.J., dopo le prime stagioni in cui era poco più che un bambino, è diventato uno dei personaggi principali più approfonditi, specialmente nell'ultima stagione della serie.
In italiano è doppiato da Lorenzo De Angelis.

## Personaggio
Fin dalle sue prime apparizioni viene messo in evidenza il suo carattere problematico, infatti è un ragazzo pigro, materialista, bugiardo, egocentrico, pretenzioso e quasi totalmente apatico, effettivamente appare indifferente qualsiasi cosa, raramente lo si vede sorridere. Il primo episodio della serie ruota parzialmente attorno al suo compleanno, ne compie 13, inizialmente è all'oscuro della natura criminale del padre, solo nel quarto episodio sua sorella maggiore Meadow (quasi per divertimento) gli rivela che Tony è un mafioso.
A scuola prende cattivi voti, ciò è associabile al fatto che gli è stato diagnosticato il disturbo dell'attenzione, all'inizio Carmela e Tony rifiutano questa verità, ma col tempo per entrambi diventa sempre più difficile ignorare i problemi del figlio, come la sua chiara disabilità affettiva, oltre ai suoi comportamenti dissennati: tra i vari esempi l'aver fumato della marijuana il giorno della sua cresima, o l'aver danneggiato la macchina di Carmela dopo averla guidata senza il suo permesso, o l'aver fatto vandalismo nella piscina della sua scuola. Non risponde a nessuna forma di autorità, ne è la conferma il suo malgarbo a dispetto dei continui tentativi dei suoi genitori di disciplinarlo.
Non si assume mai la responsabilità delle proprie azioni, uno dei suoi insegnanti arriva a definirlo semplicemente un "tonto viziato". Per un po' di tempo ha suonato la batteria che il padre gli aveva regalato, salvo poi venderla, ha pure giocato a football nella squadra del suo liceo. Col progredire dell'adolescenza i suoi problemi comportamentali diventano sempre più evidenti, arriva anche a cercare rifugio nell'esistenzialismo iniziando a interrogarsi sul significato della vita e della morte. In un'occasione afferma di voler frequentare Harvard o West Point proprio in presenza dei suoi genitori, tuttavia successivamente, sempre in presenza di Tony e Carmela, afferma di non aver mai detto una cosa del genere, facendo supporre che Anthony Jr. abbia un problema di distacco dalla realtà.
Viene espulso dalla propria scuola per aver cercato di rubare le risposte inerenti a un esame, Tony con disapprovazione di Carmela decide di iscriverlo a un'accademia militare, ma purtroppo ciò diviene impossibile quando Anthony Jr. sviene a causa di un attacco di panico (ne soffre pure suo padre Tony e ancor prima il nonno paterno Johnny) probabilmente causato dalla paura di affrontare un ambiente rigido e autoritario a cui non è abituato. Viene poi iscritto a un altro liceo, non ha mai mostrato un vero interesse nell'istruzione universitaria, ha ammesso infatti di sentirsi a disagio in compagnia di ragazzi che di fatto sono più istruiti e motivati di lui in quanto ciò esalta il proprio senso di inadeguatezza.
Nella sesta e ultima stagione Anthony Jr. pare ormai non avere più controllo sui suoi problemi che sfociano in un comportamento di depressione maniacale, arriva quasi ad attentare alla vita di Junior colpevole di aver quasi ucciso Tony, infatti Anthony Jr. appare adesso attratto dalla violenza, infatti quando inizia a frequentare i figli degli esponenti del crimine organizzato (dietro incoraggiamento del padre) li vede eccedere in crudeli atti di violenza oltre a essere loro complice. Arriva a tentare il suicidio gettandosi nella piscina di casa sua venendo salvato in extremis dal padre, dopo questo evento viene ricoverato in un istituto di igiene mentale.

## Relazioni famigliari
Benché i suoi genitori gli vogliano bene, Anthony Jr. è sempre stato motivo di delusione per entrambi, Tony e Carmela hanno vedute diverse su come educarlo, ciò ha sempre rappresentato uno dei motivi principali di disaccordo nella loro sfera coniugale. Tony ha più volte ammesso che vorrebbe evitare che il figlio segua le sue orme, pur amandolo Tony prova avversione per Anthony Jr. trovando inaccettabile la debolezza di carattere del figlio, non esita quando lo ritiene opportuno a usare contro di lui la violenza fisica, tuttavia si sente responsabile nei suoi confronti sentendo che il tracollo emotivo del figlio è colpa dell'eredità "genetica" della famiglia Soprano, dal momento che anche Tony, così come i suoi genitori Johnny e Livia hanno sempre fatto i conti con i propri problemi psicologici. Anthony Jr. anche senza prenderne atto, sfrutta a suo vantaggio l'influenza di suo padre tanto che le persone attorno a lui lo temono e fingono di porgergli rispetto solo per via dell'ombra di Tony che aleggia su di lui.
Carmela è sempre stata protettiva con lui, infatti benché sia quasi sempre esasperata dal comportamento immaturo e disinteressato di Anthony Jr. e pur tentando di impartirgli il senso della disciplina, inevitabilmente non riesce ad affrontare i problemi col figlio con la dovuta risolutezza, questo perché si fa trasportare ogni volta dalla sua indulgenza materna, Carmela nonostante i suoi sforzi non è capace di essere per lui un vero punto di riferimento. Proprio per questo motivo Tony imputa molte volte alla moglie la colpa dei problemi di Anthony Jr. dato che a suo dire lo vizia troppo, Tony ha ammesso che è solo la presenza di Carmela che gli impedisce di educare il figlio con mano ferma come lui vorrebbe. Anthony Jr. non manca mai di addossare la colpa dei propri problemi al padre e alla madre, accusandoli sempre di non capirlo o di non aiutarlo, benché sia evidente che lo fa solo per scansare le proprie responsabilità.
Lui e sua sorella Meadow si vogliono bene, anche se quest'ultima vorrebbe che il fratello fosse più ambizioso dato che egli, anche a causa del suo vittimismo, non riesce a porsi degli obiettivi concreti. Meadow è consapevole che nel profondo Carmela e Tony hanno più a cuore Anthony Jr. che lei dato che è il loro unico figlio maschio, ma lo accetta con rassegnazione. Anthony Jr. a volte tradisce un complesso di inferiorità nei confronti di Meadow, che al contrario di lui è una figlia di cui i genitori possono andare fieri dato che è una studentessa volenterosa e che si pone dei progetti che insegue con passione.

## Esperienze lavorative
Ambisce ad aprire un proprio night club tanto che inizia a passare molto tempo in locali notturni, a suo dire per studiare l'ambiente e capire come districarsi nel mondo degli affari, anche se è evidente che cerca solo il divertimento facile spendendo i soldi con superficialità. Tony e Carmela gli trovano un lavoro come commesso a Blockbuster ma poi si fa licenziare per aver cercato di rivendere le attrezzature che non venivano più utilizzare contravvenendo alla politica aziendale.
Tony gli trova un lavoro in un cantiere edile, è lì che conosce Blanca, giovane madre single di origine ispaniche con la quale intraprende una relazione, pur di mantenerla inizia a lavorare in una pizzeria, ma quando le chiede di sposarlo lei lo lascia, e Anthony Jr. vede nel lavoro una distrazione ai suoi problemi depressivi.
Ossessionato ormai dalla lotta al terrorismo e al fondamentalismo islamico, tenta con la carriera militare, però Tony e Carmela sono ben consapevoli che non sarebbe mai in grado di farsi strada vista la sua inettitudine, lo convincono a tentare nel cinema, Tony nell'ultimo episodio con i suoi contatti gli trova un lavoro come assistente di produzione in modo che faccia esperienza promettendogli inoltre, qualora Anthony Jr. si riveli sufficientemente preparato per diventare un imprenditore serio, che lo aiuterà con il suo progetto iniziale, ovvero quello di aprire un proprio night club.